# 横木
横木（よこぎ）は、滋賀県大津市にある地名。現行行政地名は横木一丁目及び横木二丁目。

## 地理
大津市の南西部の端に位置し、東に追分町、北に茶戸町、南と西に京都市山科区と接している。
地区の中央の東西に国道1号と京阪京津線が横断する。この京津線を挟んで南北に横木一丁目と横木二丁目に分かれている。

## 歴史
- 1975年（昭和50年）7月1日 - 藤尾上横木町、横尾下横木東町、藤尾下横木町、追分町の各一部を分離し、横木一丁目及び横木二丁目を新設設置[1]。
- 1995年（平成7年）11月1日 - 横木一丁目と追分町の各一部の区域を変更[1]。

## 世帯数と人口
2019年（平成31年）4月1日現在の世帯数と人口は以下の通りである。
| 丁目       | 世帯数  | 人口    |
| ---------- | ------- | ------- |
| 横木一丁目 | 333世帯 | 613人   |
| 横木二丁目 | 402世帯 | 846人   |
| 計         | 735世帯 | 1,459人 |

### 人口の変遷
国勢調査による人口の推移。
| 1995年（平成7年）  | 1,503人 | [ 7 ]  |  |
| 2000年（平成12年） | 1,659人 | [ 8 ]  |  |
| 2005年（平成17年） | 1,659人 | [ 9 ]  |  |
| 2010年（平成22年） | 1,571人 | [ 10 ] |  |
| 2015年（平成27年） | 1,443人 | [ 11 ] |  |

### 世帯数の変遷
国勢調査による世帯数の推移。
| 1995年（平成7年）  | 601世帯 | [ 7 ]  |  |
| 2000年（平成12年） | 663世帯 | [ 8 ]  |  |
| 2005年（平成17年） | 663世帯 | [ 9 ]  |  |
| 2010年（平成22年） | 717世帯 | [ 10 ] |  |
| 2015年（平成27年） | 671世帯 | [ 11 ] |  |

## 学区
市立小・中学校に通う場合、学区は以下の通りとなる。
| 丁目       | 番・番地等 | 小学校             | 中学校               |
| ---------- | ---------- | ------------------ | -------------------- |
| 横木一丁目 | 全域       | 大津市立藤尾小学校 | 大津市立皇子山中学校 |
| 横木二丁目 | 全域       | 大津市立藤尾小学校 | 大津市立皇子山中学校 |

## 交通

### 鉄道
- 京阪電気鉄道京津線

### 道路
- 国道1号
- 国道161号

## 施設
- 大津市藤尾支所[13]
- フレスコ四ノ宮店[14]
- 善福寺[6]
- 閑栖寺[6]
- 天理教近山分教会[6]

## その他

### 日本郵便
- 郵便番号 : 520-0063[4]（集配局：大津中央郵便局[15]）。